# Sanctuaire tenman-gū

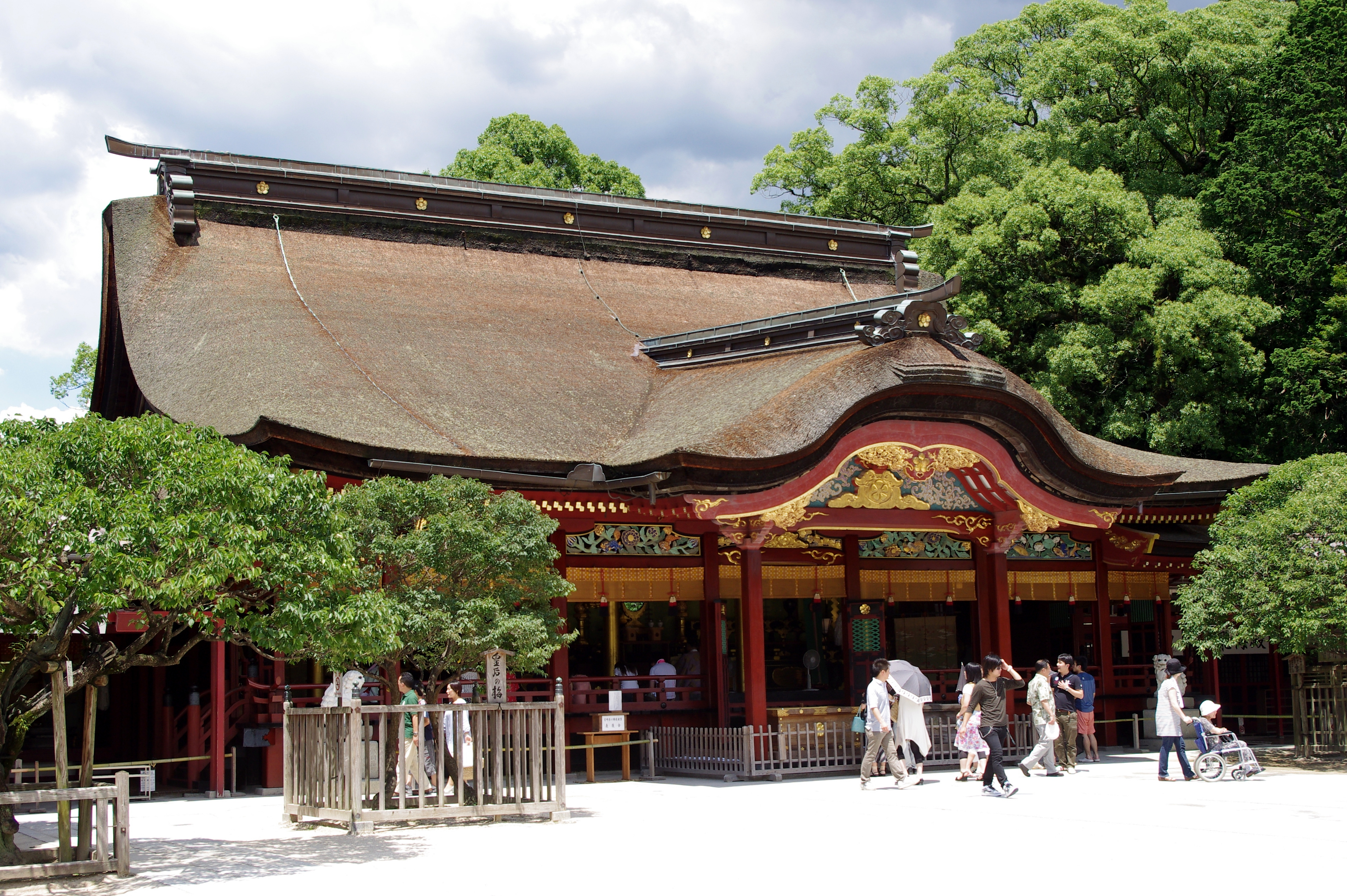
Dazaifu Tenman-gū.

Un sanctuaire tenman-gū (天満宮) est un type de sanctuaire shinto dédié à Sugawara no Michizane (Tenjin). Il y a environ quatorze mille tenman-gū au Japon. Parmi les plus connus, on compte :
- Dazaifu Tenman-gū (Dazaifu) : un des sōhonsha (temple principal) des tenman-gū ;
- Kitano Tenman-gū (Kamigyo, Kyoto) : autre sōhonsha des tenman-gū ;
- Nagaoka Tenman-gū (Nagaokakyō (Kyoto)) ;
- Misode Tenman-gū (Onomichi) ;
- Ōsaka Tenman-gū (Kita-ku, Osaka) ;
- Hōfu Tenman-gū (Hōfu) ;
- Yaho Tenman-gū (Kunitachi) ;
- Yamada Tenman-gū, Nagoya ;
- Yushima Tenman-gū (Bunkyō) ;
- Sanctuaire Kameido Tenjin (Kōtō).

## Source
- (en) Cet article est partiellement ou en totalité issu de l’article de Wikipédia en anglais intitulé « Tenman-gū » (voir la liste des auteurs).